# Campeonato Potiguar Segunda Divisão 2014
In 2014 werd de zeventiende editie van de Campeonato Potiguar Segunda Divisão gespeeld voor voetbalclubs uit de Braziliaanse staat Rio Grande do Norte. De competitie werd georganiseerd door de FNF en werd gespeeld van 29 oktober tot 30 november. Força e Luz werd kampioen.

## Eindstand
Indien het verschil tussen de eerste en de tweede groter is dan 3 punten wordt er geen finale gespeeld en wordt deze club kampioen.
| Plaats | Club              | Wed. | W | G | V | Saldo | Ptn. |
| ------ | ----------------- | ---- | - | - | - | ----- | ---- |
| 1.     | Força e Luz       | 4    | 3 | 1 | 0 | 10:2  | 10   |
| 2.     | Currais Novos     | 4    | 1 | 2 | 1 | 6:4   | 5    |
| 3.     | Atlético Potiguar | 4    | 0 | 1 | 3 | 3:13  | 1    |

|  | Kampioen |

## Kampioen
| Campeonato Potiguar de 2014 - Segunda Divisão |
| Rio Grande do Norte                           |
| --------------------------------------------- |
| FORÇA E LUZ Kampioen (1° titel)               |